# 彦根口駅
彦根口駅（ひこねぐちえき）は、滋賀県彦根市西沼波町にある近江鉄道本線（彦根・多賀大社線）の駅である。駅番号はOR06。

## 歴史
- 1901年（明治34年）5月20日：新町駅（しんまちえき）として開業する[1]。
- 1917年（大正6年）1月1日：彦根口駅（ひこねぐちえき）に改称する[2]。
- 2014年（平成26年）8月：駅舎解体[3]。

## 駅構造

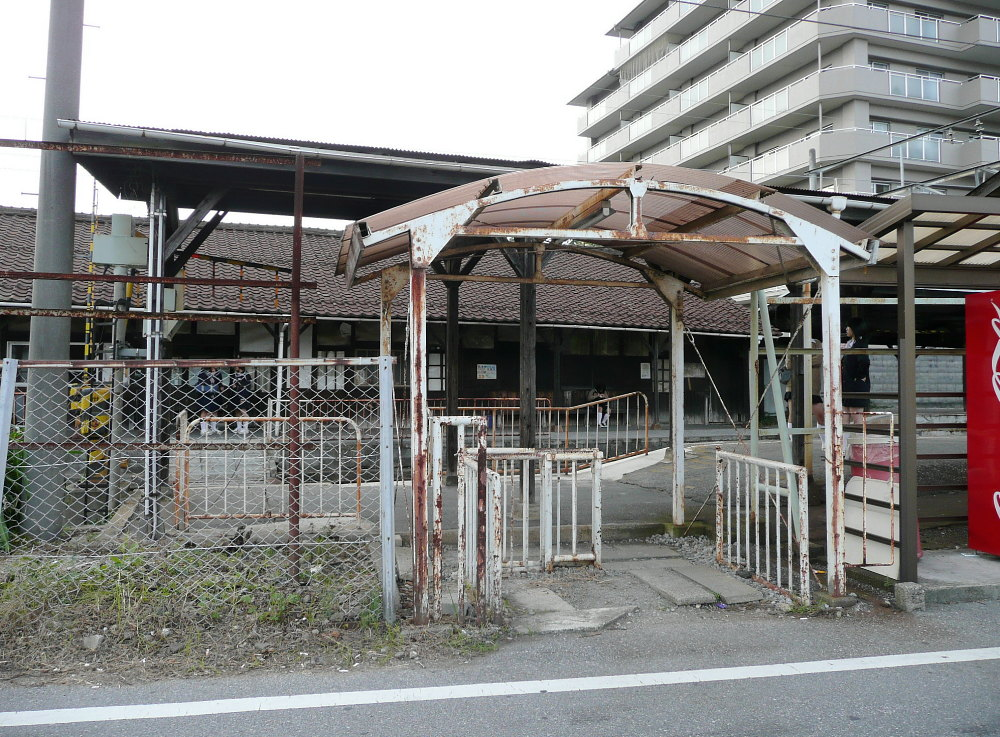
貴生川方面のりばの改札口（2007年10月）

相対式ホーム2面2線を持つ地上駅である。ホーム間には構内踏切が設けられている。米原方面ホームに隣接して駅舎が建てられていたが、老朽化により2014年（平成26年）に解体された。
なお、下り線のりばへは、道路から直接入れる改札口が設けられている。無人駅であるが、平日の朝のみ係員が駐在する。

### のりば
| 番線     | 路線                       | 方向 | 行先       |
| -------- | -------------------------- | ---- | ---------- |
| 反対側   | ■本線 （彦根・多賀大社線） | 下り | 貴生川方面 |
| 旧駅舎側 | ■本線 （彦根・多賀大社線） | 上り | 米原方面   |

※案内上ののりば番号は割り当てられていない（駅舎があったほうを「旧駅舎側」と表記した）。
付記事項
- 貴生川寄りは分岐器の関係でホームの一部は、ホームと線路の間隔がやや広くなっている。

## 利用状況
近年の一日平均乗車人員の推移は下記のとおり。(彦根市統計書より)
| 年度   | 一日平均 乗車人員 |
| ------ | ----------------- |
| 2003年 | 260               |
| 2004年 | 242               |
| 2005年 | 260               |
| 2006年 | 315               |
| 2007年 | 323               |
| 2008年 | 336               |
| 2009年 | 331               |
| 2010年 | 368               |
| 2011年 | 375               |
| 2012年 | 358               |
| 2013年 | 340               |
| 2014年 | 313               |
| 2015年 | 310               |
| 2016年 | 426               |
| 2017年 | 471               |
| 2018年 | 466               |
| 2019年 | 438               |

## 駅周辺
近隣は住宅密集地であるが、駅北東側に高等学校がある。そこから東へ進むと芹川を経て国道8号に至る。西へ抜けると高松稲荷神社に至る。
- 滋賀県立彦根翔西館高等学校
- 国立印刷局彦根工場
- 滋賀県東北部工業技術センター彦根庁舎
- 清水合金製作所
- 彦根岡町郵便局
- 彦根自動車学校
- 高松稲荷神社[6]
- 国道8号
- 滋賀県道207号橋向東沼波線
- 七曲がり仏壇街
- おさつ街道
- 芹川

## 接続交通機関
下り線のりば側に「彦根口駅」停留所を設けていたが、2019年3月末をもって路線廃止となったため、駅に乗り入れる路線はなくなった。
「彦根駅口」停留所の廃止後、駅から最も近い停留所となったのは「岡町」である（JR琵琶湖線（東海道本線）沿い）。ここではその停留所を発着する路線の情報を解説する。

### バス路線
- 湖国バス
  - 平田線
    - 南彦根駅西口

※平日朝1本のみ運行。

### タクシー路線
- 愛のりタクシーこうら（デマンドタクシー）[7]
  - 甲良線
    - 市立病院 / 豊郷駅

※1時間に1本ずつ運行。事前予約制。

## 隣の駅
近江鉄道
■本線（彦根・多賀大社線）
ひこね芹川駅（OR05） - 彦根口駅（OR06） - 高宮駅（OR07）

### 記事本文